# Olimpiadivka, Drabiv
Olimpiadivka (în ucraineană Олімпіадівка) este un sat în comuna Mîtlașivka din raionul Drabiv, regiunea Cerkasî, Ucraina.

## Demografie
Componența lingvistică a localității Olimpiadivka
     Ucraineană (98,28%)
     Rusă (1,72%)
Conform recensământului din 2001, majoritatea populației localității Olimpiadivka era vorbitoare de ucraineană (98,28%), existând în minoritate și vorbitori de rusă (1,72%).